# Fataki
Fataki est une localité du nord-est de la République démocratique du Congo, située dans la province de l'Ituri (ancienne Province orientale) et le territoire de Djugu, à proximité du lac Albert et de la frontière avec l'Ouganda.

## Population
Avant le conflit, Fataki comptait environ 16 000 habitants, pour la plupart d'origine hema. Après deux attaques meurtrières en 2003, environ 10 000 civils ont quitté la région.

## Personnalités nées à Fataki
- Georges Dallemagne, homme politique belge